# Еме Кловіс Гійон
Еме Кловіс Гійон (Aime Clovis Guillond) (1962) — конголезький дипломат. Надзвичайний і Повноважний Посол Республіки Конго в Україні за сумісництвом.

## Життєпис
Має ступінь публічного права та диплом Національної школи адміністрації та судової влади Конго. Він також має сертифікат з комунікації та дипломатії Інституту державного управління (Франція). Юридичний коледж ООН. Володіє англійською, французькою та португальською мовами.
У 1989—1995 рр. — займав посади аташе з міжнародного співробітництва, дипломатичного аташе і керівника секції Франції.
У 1995—1997 рр. — радник у Міністерстві сільського господарства, тваринництва, води, лісів та рибальств.
У 1998—2000 рр. — дипломатичний радник Комітету у закордонних справах і співробітництві Національних Зборів Республіки Конго.
У 2000—2005 рр. — працював у Міністерстві економіки, фінансів та бюджету Республіки Конго.
У 2005—2008 рр. — директор дипломатичних протоколів та консульських питань Міністерство закордонних справ і співробітництва Конго.
У 2008—2012 рр. — тимчасовий повірений у справах Республіки Конго в Бразилії.
У 2012—2018 рр. — Надзвичайний і Повноважний Посол Республіки Конго в РФ.
У 2013—2018 рр. — Надзвичайний і Повноважний Посол Республіки Конго в Україні, Фінляндії, Білорусі, Казахстані, Грузії та Латвії.
З 2018 — Надзвичайний і Повноважний Посол Республіки Конго у Женеві, Швейцарія. Постійний представник Конго при організаціях ООН, СОТ та МО в Женеві, Постійний представник Республіки Конго у МАГАТЕ у Відні.